# Хуачи
Хуачи́ (кит. упр. 华池, пиньинь Huáchí) — уезд городского округа Цинъян провинции Ганьсу (КНР). Уезд назван в честь находящегося на его территории водоёма.

## История
В ноябре 1935 года на эти земли пришли войска коммунистов, и началось параллельное существование коммунистических и гоминьдановских структур власти. Коммунистами из частей уездов Цинъян, Хэшуй и Хуаньсянь был образован уезд Хуачи.
В 1949 году был образован Специальный район Цинъян (庆阳专区), и уезд вошёл в его состав. В 1955 году Специальный район Цинъян был присоединён к Специальному району Пинлян (平凉专区). В 1958 году уезд Хуачи был присоединён к уезду Цинъян. В 1962 году Специальный район Цинъян был воссоздан, а уезд Хуачи был вновь выделен из уезда Цинъян. В 1970 году Специальный район Цинъян был переименован в округ Цинъян.
В 2002 году округ Цинъян был преобразован в городской округ.

## Административное деление
Уезд делится на 6 посёлка и 9 волостей.

## Экономика
В уезде выращивают облепиху, производят облепиховый чай и облепиховое масло.